# Resident Evil: Poslední kapitola
Resident Evil: Poslední kapitola je šesté pokračování filmové série Resident Evil, jehož česká premiéra proběhla 26. ledna 2017. V hlavní roli se objevili Milla Jovovich, Ali Larter a Shawn Roberts. Světová premiéra proběhla 23. prosince 2016 v Japonsku.

## Děj
Dr. James Marcus , zakladatel společnosti Umbrella Corporation, měl dceru Alici, která umírala na progerii. Marcus, zoufalý, aby ji zachránil, zabaví nevyzkoušený embryonální projekt Umbrella vytvořený jeho kolegou Dr. Charlesem Ashfordem — T-virus — a použije ho na Alici a další s touto nemocí. Poté, co jedno dítě ošetřené virem zemře a stane se z něj zombie, Marcus okamžitě nařídí, aby byl projekt ukončen, všechna data o něm byla zničena a Ashfordovi zakázal, aby se o něj znovu pouštěl, čímž zničí Ashforda, který potřeboval T-virus k záchraně své vlastní dcery Angely. Marcusův partner, Dr. Alexander Isaacs, nechá Marcuse zavraždit Albertem Weskerem, adoptuje Alici a převezme Korporaci.
V současnosti se Alice probudí ve zničeném Bílém domě poté, co ji Wesker zradí. Objeví se Červená královna a řekne jí, že má 48 hodin na to, aby infiltrovala Úl (Hive), zařízení pod Raccoon City. Společnost Umbrella Corporation má vzdušný antivirus, který dokáže zabít každé zombie, ale čeká, až budou vyhlazeni poslední zbývající lidé. Vzhledem k tomu, že i její tělo nese virus, Alice neočekává, že bude po misi žít.
Během cestování je Alice zajata Isaacsem, když se dozvěděla, že „Izáci“, které předtím zabila, byli klony. Unikne jeho konvoji a dostane se do Raccoon City, kde se setká se skupinou přeživších: Doc, Abigail, Christian, Cobalt, Razor a Claire Redfield, kteří přežili útok na Arkádii. Isaacsův konvoj se blíží, za ním horda zombie. Alice a skupina je porazí a získá několik Isaacsových lidských zajatců, i když Cobalt během toho zemře. Alice a posádka vstupují do Úlu, který má Wesker pod svou kontrolou. Vypustí zmutované hlídací psy a zabije Christiana a osvobozeného zajatce.
Alici se zjeví Červená královna a vysvětluje, že její program je v rozporu, protože nikdy nemůže ublížit zaměstnanci Umbrella, ale také si musí vážit lidského života. Přehraje video, na kterém Isaacs vysvětluje manažerům Umbrella svůj plán na vypuštění T-viru, vyčištění světa od lidstva a ponechání mnoha bohatých a mocných, včetně manažerů společnosti, uložených v kryogenních kapslích v Úlu, se záměrem přestavět svět po výsledné apokalypse. Červená královna varuje Alici, že někdo z její skupiny Umbrelle pomáhá.
Skupina narazí na několik pastí, které nakonec zabijí Abigail a Razor. Alice a Doc nastražují bomby po celém Úlu, které sebrali ze zbylého vybavení prvního týmu Úlu, a konfrontují skutečného, technicky vylepšeného Isaaca. Ukázalo se, že Doc je špión Umbrella a Claire je zajata Weskerem. Otevře se kryogenní kapsle a uvolní původní Alici Marcusovou, spolumajitelku Umbrella a Marcusovu dceru. Isaacs a Červená královna odhalí Alici, že je ve skutečnosti klonem Alicie. Isaacs plánuje odstranit dvojici a převzít kontrolu nad Umbrella. Alicia propustí Weskera, čímž dovolí Rudé královně ukončit jeho ochranný program a rozdrtit mu nohu bezpečnostními dveřmi. Doc se pokusí Alici zastřelit, ale jeho zbraň je prázdná – jak Alice dříve vydedukovala jeho zradu – a Claire ho zabije. Alice a Claire vybaví Weskera spínačem mrtvého muže nastartované autodestrukční bomby a pronásledují Isaacse, zatímco původní Alicia nahrává kopii svých vzpomínek z dětství.
Isaacs, Alice a Claire bojují. Isaacs je nejprve přemůže, ale Alici se podaří aktivovat granát v jeho kapse a zabít ho. Uteče na povrch s antivirem, ale Isaacs se restartuje a chytí ji dříve, než ho může uvolnit. Než ji stihne zabít, přijede klon Isaacs z konvoje a zabije ho v domnění, že je to původní Isaacs. Klon je pak pohlcen nemrtvými. Alice spustí antivirus a zabije všechny zombie kolem sebe, než omdlí. Wesker současně spustí spínač mrtvého muže, čímž zničí sebe, Alicii, Úl a hibernující elitu.
Claire probudí Alici, která přežila, protože antivirus zabil T-virus v jejím těle, ale ne zdravé buňky. Červená královna nahraje Aliciiny vzpomínky z dětství do Alice a poskytne jí dětství. S antivirem přenášeným větry bude trvat roky, než se dostane do všech koutů světa, a dokud se tak nestane, Alice přísahá, že bude pokračovat ve své misi.

## Obsazení
| Milla Jovovich     | Alice                           |
| Ali Larter         | Claire Redfield                 |
| Shawn Roberts      | Albert Wesker                   |
| Iain Glen          | Dr. Isaacs                      |
| Ever Gabo Anderson | Červená královna a Alicia Marks |
| Ruby Rose          | Abigail                         |
| William Levy       | Christian                       |
| Eoin Macken        | Doc                             |
| Fraser James       | Michael                         |
| Rola               | Cobalt                          |
| Lee Joon-gi        | Lee                             |
| Edwin Jay          | Gardiner                        |
| Aubrey Shelton     | Scars                           |

## Produkce
V září 2015 došlo během natáčení k nehodě, při níž byla kaskadérka Olivia Jacksonová, jedoucí na motorce, sražena v plné rychlosti kamerou. Následně došlo k její hospitalizaci v místní nemocnici, kam byla přivezena v kómatu. Dne 18. září 2015 bylo zveřejněno obsazení Ruby Roseové, Shawna Robertse, Williama Levyho, Eoina Mackena a Iaina Glena. Dne 21. září vycestovala Milla Jovovich se svým manželem Paulem W. S. Andersonem z Jižní Afriky, kvůli natáčení jiné sekvence filmu.

### Vývoj
Původně měl být šestý díl rozdělen na dvě části, ale Paul W. S. Anderson si to rozmyslel. Filmový štáb měl v úmyslu do filmu zapojit Michelle Rodriguez a Ali Larter.
Scénář a stopáž filmu jsou delší než u ostatních dílů série. V době uvedení se jednalo o nejdražší projekt studia Sony Pictures.

### Natáčení
První záběry filmu měly vzniknout na podzim 2013, ale kvůli závazkům Milly Jovovich (Přeživší) a Paula Andersona (Pompeje) do jiných filmových projektů bylo natáčení odloženo. Datum premiéry se v této době odhadovalo na podzim roku 2015. V únoru 2014 oznámil Paul W. S. Anderson, že scénář pro šestý díl není ani z poloviny hotový. Před natáčením v srpnu 2014, které mělo proběhnout v Kapském Městě v Jihoafrické republice se herečka Milla Jovovich dozvěděla o svém těhotenství. Natáčení bylo odloženo na srpen 2015. V srpnu téhož roku Sony Pictures oznámilo 27. ledna 2017 jako datum premiéry šestého pokračování.
Dne 15. července 2015 Jovovich zveřejnila na svém instagramu fotku, kde jí maskéři dělají odlitek obličeje pro natáčení šestého filmu. Také oznámila, že 16. července 2015 odjíždí do Jihoafrické republiky, kde probíhala příprava k natáčení.
Natáčení filmu začalo dne 18. září v Kapském Městě. Během natáčení se stala nehoda při natáčení velmi nebezpečné scény s kaskadérkou Milly Jovovich, Olívií Jackson, která byla vážně zraněná a ihned hospitalizována. Mezi zraněními Olívie byly zlomená žebra, mozkové trauma, roztříštěná lopatka, zranění klíční kosti, rozdrcený obličej, poranění pěti nervů na míše a mnoho dalších zranění. V prosinci 2015 Olívie oznámila, že její ochrnutá levá ruka bude amputována.
Později došlo k druhé nehodě, během natáčení 3. prosince, kdy člen štábu Richardo Cornelius byl rozdrcen k smrti americkým armádním vozidlem značky Hummer. Dne 9. prosince proběhl poslední den natáčení.